# Famille montfortaine
 (février 2023).
Si vous disposez d'ouvrages ou d'articles de référence ou si vous connaissez des sites web de qualité traitant du thème abordé ici, merci de compléter l'article en donnant les références utiles à sa vérifiabilité et en les liant à la section « Notes et références ».
La Famille montfortaine regroupe plusieurs congrégations catholiques : la congrégation religieuse des Missionnaires montfortains, également appelée la Compagnie de Marie, qui est une congrégation religieuse de prêtres missionnaires montfortains ; les Frères de Saint-Gabriel ; les Filles de la Sagesse ; et les Sœurs oblates de la Sagesse et leurs associés. Ces congrégations ont été fondées au début du XVIIIe siècle par saint Louis-Marie Grignion de Montfort ou se sont inspirées de sa spiritualité.

## Historique
Les Filles de la Sagesse ont été cofondées avec la bienheureuse Marie-Louise Trichet à qui les Sœurs oblates de la Sagesse sont rattachées. Les Frères de Saint-Gabriel ont été reformés par Gabriel Deshayes.

## Personnalités
- Roger Riou[1]
- Olivier Maire
- Rui Manuel Sousa Valério